# Dieter Wardetzky
Dieter Wardetzky (* 1936 in Magdeburg) ist ein deutscher Schauspieler, Regisseur, Drehbuchautor und Filmhochschuldozent.

## Leben und Wirken
Als Dozent an der Hochschule für Fernsehen und Film München und an der Deutschen Film- und Fernsehakademie Berlin unterrichtet Professor Dieter Wardetzky seit den 1990er Jahren Schauspielführung. Er inszeniert dort selbst Kurzfilme. Zuvor war Wardetzky Theaterregisseur und Drehbuchautor (Zille und ick).
Als Schauspieler trat er in Filmen wie … verdammt, ich bin erwachsen (1973), als Erik Goertz’ Großvater in Happy Weekend (1996), in Baader (2002) sowie in Kurzfilmen wie Les Pastilles auf.
Wardetzky arbeitet auch als Hörspiel-Regisseur (unter anderem Sindbad, der Seefahrer, Alice im Wunderland).

## Filmografie
als Schauspieler
- 1974: … verdammt, ich bin erwachsen
- 1977: Tambari
- 1977: Ein Schneemann für Afrika
- 1979: Zünd an, es kommt die Feuerwehr
- 1983: Olle Henry
- 1984: Kaskade rückwärts
- 1996: Happy Weekend
- 1999: Oskar und Leni
- 1999: Les Pastilles (Kurzfilm)
- 2002: Der Wald
- 2002: Baader
- 2003: Wurstmenschen (Kurzfilm)
- 2014: Berlin Troika (Kurzfilm)

als Dramaturgischer Berater
- 2005: liebeskind

## Hörspiele
- 1980: Brüder Grimm: Das tapfere Schneiderlein / Der Fischer und seine Frau (Regie, Kinderhörspiel – Litera)
- 1984: Gottfried August Bürger: Wunderbare Reisen zu Lande, zu Wasser und durch die Luft des Freiherrn von Münchhausen, wie er dieselben bei der Flasche im Zirkel seiner Freunde selbst zu erzählen pflegte (Regie/Bearbeitung, Hörspiel – Litera)
- 1986: Geschichten aus 1001 Nacht: Sindbad der Seefahrer (Regie/Bearbeitung, Kinderhörspiel – Litera)
- 1990: Lewis Carroll: Alice im Wunderland (Regie/Bearbeitung, Kinderhörspiel – Litera)